# Меросла
Меросла — деревня в Белозерском районе Вологодской области.
Входит в состав Визьменского сельского поселения, с точки зрения административно-территориального деления — в Георгиевский сельсовет.
Расположена на левом берегу реки Андоги. Расстояние до районного центра Белозерска по автодороге — 95 км, до центра муниципального образования деревни Климшин Бор по прямой — 23 км. Ближайшие населённые пункты — Ванютино, Панево, Тарасово.
По данным переписи в 2002 году постоянного населения не было.